# Виноделие в Лихтенштейне

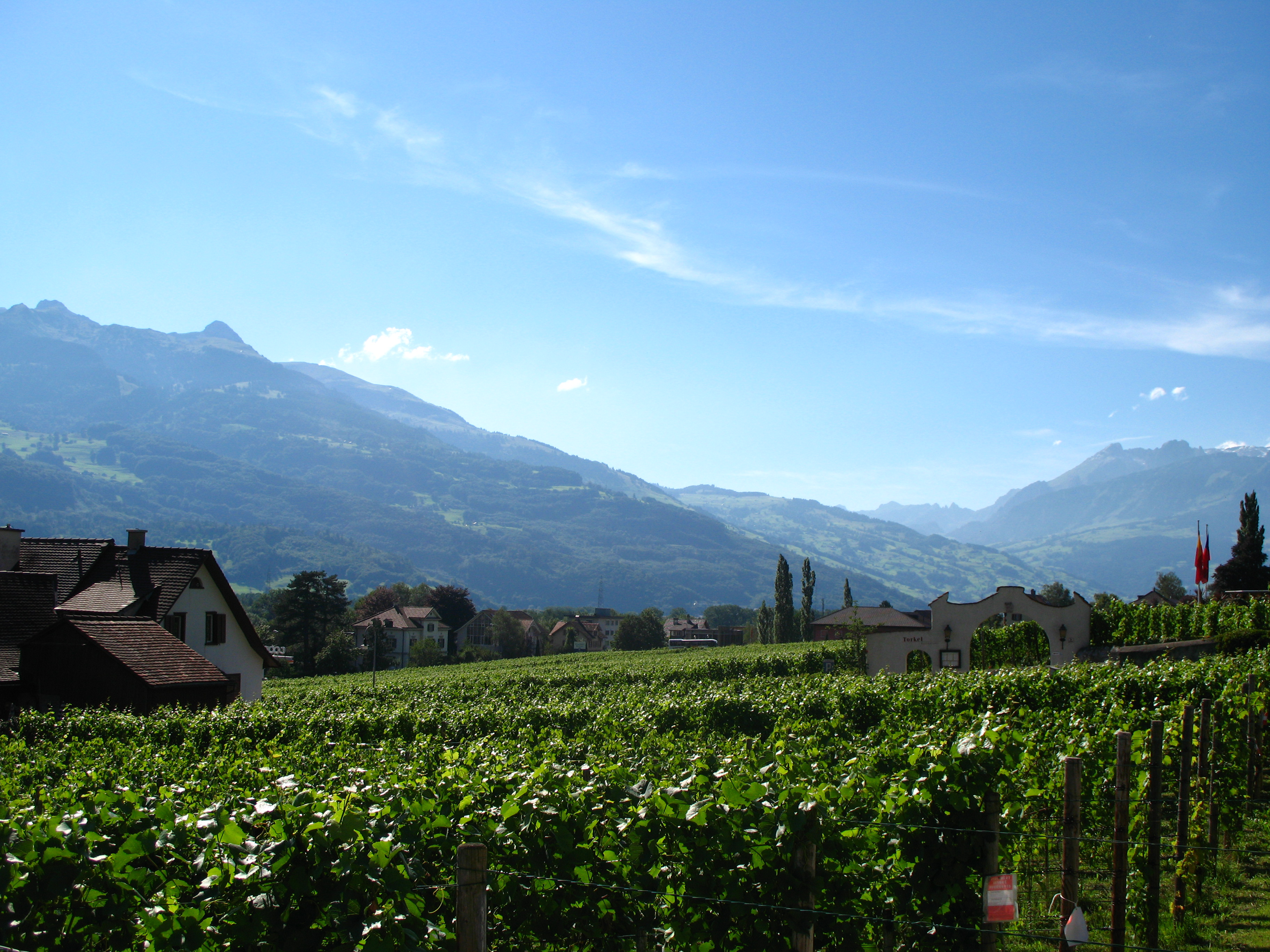
Виноградник близ Вадуца

Княжество Лихтенштейн является производителем вина. Климат на горных склонах юго-востока страны идеально подходит для выращивания винограда. Так же этому способствуют известковые почвы, горячий сухой ветер летом и в среднем 1500 солнечных часов в году.
Несмотря на крошечные размеры страны в Лихтенштейне располагаются более сотни виноградников, производящих разнообразные красные и белые вина. В княжестве приняты европейские стандарты качества вина и международные сертификации АОС.

## История
История виноградарства в регионе насчитывает около 2000 лет. Самыми первыми производителями вина там были племена кельтов, населявшие эти местности во времена Римской империи. После её падения регион перешёл во владения племён алеманов и производство вина практически прекратилось. С увеличением роли христианства в регионе в IV веке местные монахи стали поощрять создание новых виноградников. Во времена Карла Великого (742—814) большинство поселений и монастырей обладали собственными виноградниками, что сильно увеличивало производство вина во всём регионе. После постройки замка Гутенберга потребность в вине ещё более возросла, и производство увеличилось до 3000 литров вина в год. Карл Великий во многом способствовал развитию виноградарства в регионе, в частности он даже пытался изменить сам способ производства. Одним из нововведений стало улучшение гигиены во время прессования винограда — в помещениях стали ставиться специальные станы для мытья ног, но этот вполне разумный подход был встречен критикой.
Герцог Анри де Роган (1579—1638) культивировал сорт пино нуар и настоятельно рекомендовал фермерам региона Граубюнден использовать в производстве вина именно его.
Во второй половине XIX века вино, наряду со скотом, стало основным экспортным товаром Лихтенштейна. Производство вина в стране достигло своего пика в 1871 году, когда 790 акров (3,2 км²) земли в стране было отдано под выращивание винограда.
Однако к концу века конкуренция в производстве вина сильно увеличилась, а плохие урожаи и паразиты в первой половине XX века привели к краху виноградарства в регионе и почти к полному его исчезновению. Даже попытки правительства поддержания отрасли путём введения обязательного опрыскивания сельскохозяйственных культур никак не способствовали его возрождению. Хотя производство вина значительно сократилось, виноградарство всё же сохраняло важное значение в истории страны, о чём символизирует установленный 31 июля 1932 года герб Вадуца, на котором были изображены гроздья винограда. Возобновление виноградарства стало наблюдаться с 1970 года, а по данным за 2008 год в стране возделывается 64 акра земли под выращивания винограда (260000 м²).
В настоящее время наиболее популярными сортами белых вин являются шардоне, мюллер-тургау и гевюрцтраминер, а из красных преимущественно пино нуар, цвайгельт и блауфрэнкиш. Самым высокогорный виноградник страны в находится в деревне Тризенберг в 850 метрах над уровнем моря, в котором выращивают французский экспериментальный сорт Леон Миллот.
|                                                             |
| Виноградник близ Вадуца (вид из Миттельдорфа)               |
| - Медиафайлы по теме Виноделие в Лихтенштейне на Викискладе |